# Torre de Don Beltrán de la Cueva

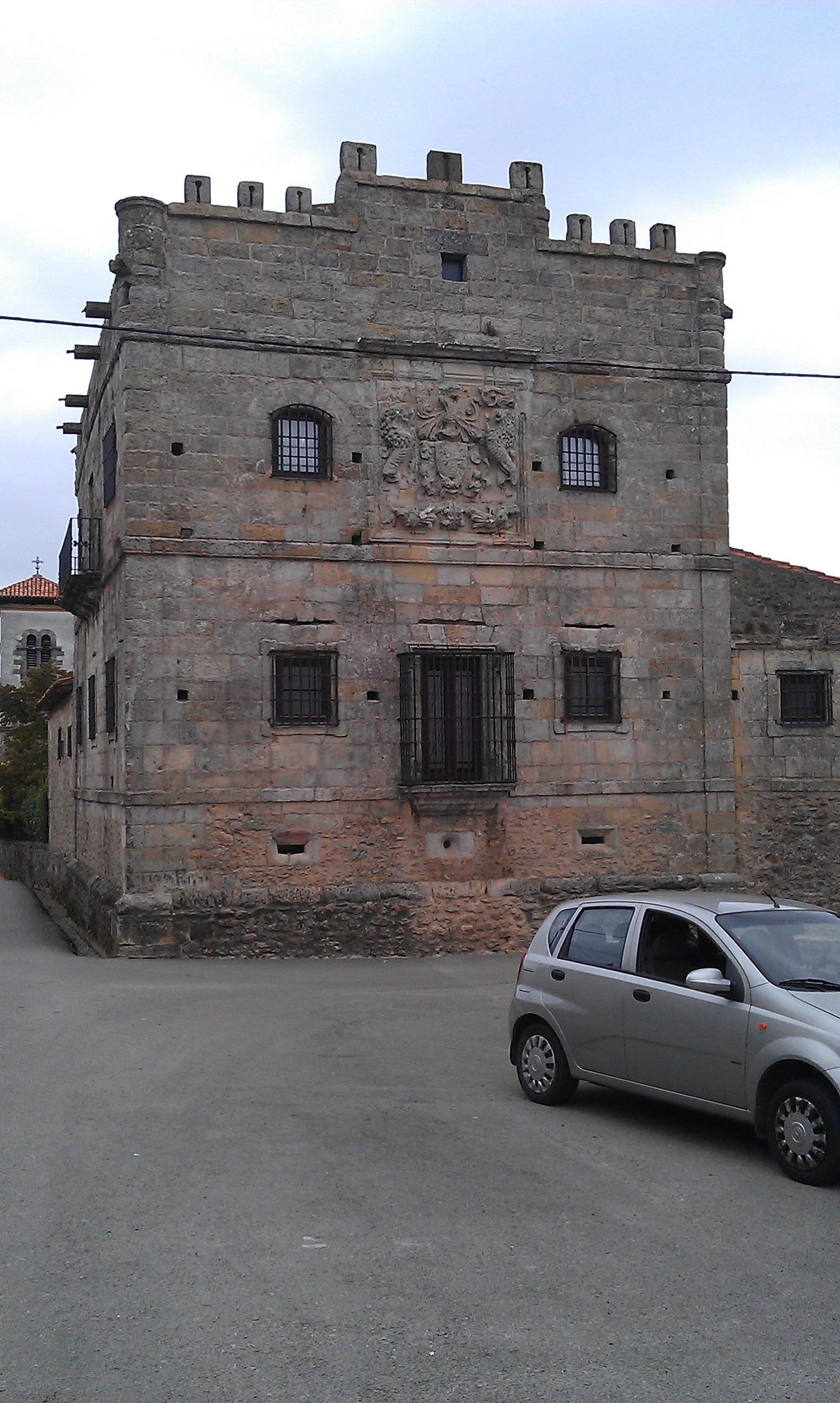
Vista frontal de la torre. Detrás y a la derecha se desarrolla el resto del complejo arquitectónico.

La torre de Don Beltrán de la Cueva o La Beltraneja es un conjunto fortificado moderno, del siglo XV o el XVI, situada en Queveda, Santillana del Mar, Cantabria, España. Se cree que perteneció a Beltrán de la Cueva, valido del rey Enrique IV de Castilla. Está catalogada como bien de interés cultural desde 1981.
Se trata de un recinto palaciego protegido por muros, donde destaca una torre sobria de sillería con añadidos ornamentales barrocos. La torre tiene planta cuadrangular y tres plantas más ático. Presenta almenas al oeste, cubierta a dos aguas y cubos circulares con ventanas saeteras a manera de remates esquineros. La planta baja era de guardia, el primer piso de salones y el segundo de estancias privadas. En la fachada oeste de esta última planta aparece un gran escudo con las armas de la Casa de la Cueva flanqueadas por dos leones. Junto a la torre existe una portalada que da acceso a una finca amurallada. Hacia la finca da una casona montañesa construida en el siglo XVII y adosada a una de las caras de la torre.